# La formica atomica
La formica atomica (Atom Ant), nota anche come Atom la formica atomica, è una serie televisiva animata statunitense del 1965, prodotta dalla Hanna-Barbera.
Affiancata da Super Segretissimo, Squiddly Diddly, Precious Pupp, Gli orsi hippy e L'amabile strega, la serie è incentrata su Atom, una formica con super poteri.
La serie è stata trasmessa in syndication dal 2 ottobre 1965 al 31 agosto 1968. In Italia la serie è stata trasmessa su Ciao Ciao dal  20 novembre 1980.

## Trama
(Intro in tutti gli episodi)
La serie è incentrata su Atom, una formica supereroe con l'abilità di volare, della super velocità, della super forza e dell'invulnerabilità. Operando da un formicaio in campagna, solitamente viene contattato dalla polizia che gli affida gli incarichi per combattere i cattivi, tra cui Ferocious Flea e lo scienziato pazzo Professor Von Gimmick.

## Episodi
1. Up And Atom
2. Crankenshafts Monster
3. Gem A Go, Go
4. Ferocious Flea
5. Rambling Robot
6. Nobody's Fool
7. Atom Ant Meets Karate Ant
8. Fastest Ant In The West
9. Mistaken Identity
10. How Now Bow Wow
11. Dragon Master
12. The Big Gimmick
13. Super Blooper
14. Wild, Wild Ants
15. Dina Sore
16. Amusement Park Amazement
17. Bully For Atom Ant
18. Termighty Mean
19. Nine Strikes Your Out
20. Go West Young Ant
21. Knight Fight
22. Pteraducktyl Soup
23. Up In The Air Squares
24. Mouse Rouser
25. Killer Diller Gorilla
26. Rock A Bye Boo, Boo

## Personaggi e doppiatori

Atom durante la sigla della serie

### Personaggi principali
- Atom, voce originale di Howard Morris (st. 1) e Don Messick (st. 2), italiana di Flora Carosello.
- Nonna, voce originale di Janet Waldo.

### Personaggi ricorrenti
- Paw Rugg, voce originale di Henry Corden, italiana di Vittorio Stagni.
- Shag Rugg, voce originale di Don Messick.
- Ma Rugg, voce originale di Jean Vander Pyl.
- Floral Rugg, voce originale di Jean Vander Pyl.

### Personaggi secondari
- Ferocious Flea, voce originale di Don Messick.
- Professor Von Gimmick.
- Precious Pupp, voce originale di Don Messick.
- Super Guy, voce originale di Don Messick, italiana di Sergio Gibello.

## Altri media
La Gold Key/K.K. Publications (marchi della Western Publishing) pubblicò un fumetto di Atom Ant nel 1965, che si fermò a un solo albo.
La Hi-Tec Software pubblicò il videogioco Atom Ant nel 1990.